# Petar Jovanović
Petar Jovanović (in serbo Петар Јовановић?; Tuzla, 12 luglio 1982) è un ex calciatore bosniaco, di ruolo difensore.

## Carriera

### Club
Ha giocato nella massima serie dei campionati serbo e rumeno.